# Honnavar
Honnavar anciennement Onore ou Hanawah est une ville et un port de l'état de Karnataka en Inde, près de la
mer d'Oman et sur la rive droite de l'estuaire de Cheravotty, à 180 kilomètres de Mangalore. 
Autrefois capitale d'un petit état, elle a appartenu successivement aux Portugais, aux Hollandais et enfin aux Anglais.

## Source
- Grand dictionnaire universel du XIXe siècle